# Sting Ray Robb

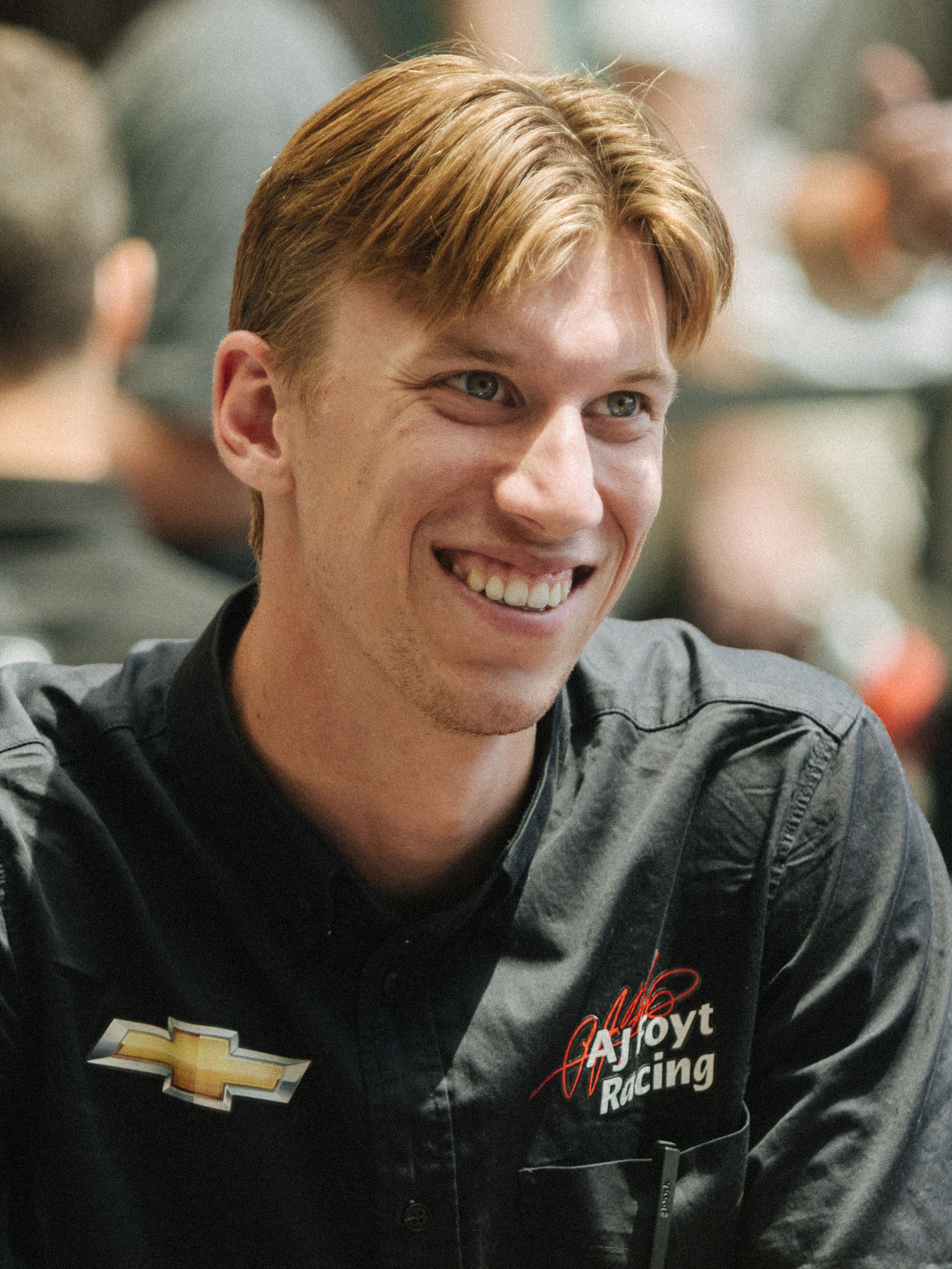
Sting Ray Robb (2024)

Sting Ray Robb (* 3. September 2001 in Boise, Idaho) ist ein US-amerikanischer Automobilrennfahrer.

## Karriere
Robb begann bereits im Alter von fünf Jahren mit dem Kartsport. Nach dem Durchlauf verschiedener Nachwuchsserien holte ihn Andretti Autosport 2021 in die Indy Lights Serie, ein Jahr zuvor gewann Robb die Indy Pro 2000 Meisterschaft. Im Jahr 2022 wurde er Zweiter bei den Indy Lights. Seit 2023 fährt er in der IndyCar Series im Team von Dale Coyne Racing.

## Privat
Der Vorname Sting stammt aus der Familienhistorie, die Vorfahren von Robb stammen aus Stirlingshire, Schottland, abgekürzt Sting, vom Großvater übernommen stammt der Name Ray. Robb besuchte die Payette High School, spielte dort Basketball und lief Cross Country.

## Statistik

### Einzelergebnisse in der IndyCar Series
| Jahr | Team                               | 1   | 2   | 3   | 4   | 5    | 6    | 7   | 8   | 9   | 10   | 11   | 12   | 13  | 14  | 15   | 16   | 17  | 18 | 19 | Punkte | Rang |
| ---- | ---------------------------------- | --- | --- | --- | --- | ---- | ---- | --- | --- | --- | ---- | ---- | ---- | --- | --- | ---- | ---- | --- | -- | -- | ------ | ---- |
| 2023 | Dale Coyne Racing Rick Ware Racing | STP | TXS | LBH | ALA | IMS  | INDY | DET | ROA | MDO | TOR  | IOW1 | IOW2 | NSH | IMS | GAT  | POR  | LAG |    |    | 214    | 23.  |
| 2023 | Dale Coyne Racing Rick Ware Racing | 16  | 25L | 18  | 27  | 27   | 31   | 22  | 22  | 22  | 19   | 25   | 28   | 17  | 22  | 21   | 23   | 8   |    |    | 214    | 23.  |
| 2024 | A. J. Foyt Racing                  | STP | LBH | ALA | IMS | INDY | DET  | ROA | LAG | MDO | IOW1 | IOW2 | TOR  | GAT | POR | MIL1 | MIL2 | NSH |    |    | 185    | 20.  |
| 2024 | A. J. Foyt Racing                  | 24  | 18  | 26  | 22  | 16L  | 21   | 17  | 20  | 16  | 15   | 21   | 25   | 9L  | 18  | 23   | 18   | 20  |    |    | 185    | 20.  |
| 2025 | Juncos Hollinger Racing            | STP | TTC | LBH | ALA | IMS  | INDY | DET | GAT | ROA | MDO  | IOW1 | IOW2 | TOR | LAG | POR  | MIL1 | NSH |    |    | 144    | 25.  |
| 2025 | Juncos Hollinger Racing            | 21  | 23  | 9L  | 22  | 21   | 23   | 15  | 20  | 26  | 18   | 22   | 23   | 17  | 19  |      |      |     |    |    | 144    | 25.  |

Legende